# SmartBird
SmartBird er et autonomt, ultralet, ubemandet luftfartøj udviklet af Festos Bionic Learning Network med henblik på forbedret aerodynamik og manøvrerbarhed. Der er tale om en ornitopter modelleret efter sølvmågen. Den vejer 450 g og har et vingefang på 1,96 m. I april 2011 blev SmartBird første gang præsenteret på Hannover Messen. 
| Luftfart | Spire Denne artikel om flyvning er en spire som bør udbygges. Du er velkommen til at hjælpe Wikipedia ved at udvide den. |